# 소리역
소리역(일본어: 沢入駅, そうりえき)은 일본 군마현 미도리시에 있는 와타라세 계곡 철도 와타라세 계곡선의 역이다. 역 번호는 WK13이다. 마토 방면으로 향할 경우, 본 역이 군마 현의 마지막 역(기류 방향으로 가는 경우는 처음)이다.

## 역 구조
상대식 승강장 2면 2선의 지상역이다. 역사는 통나무 집 형태이다. 역사 내 간이 우체국을 병설한 드문 역이지만, 무인역 취급인 관계로 우체국에서 승차권을 구입할 수 없다. 최종 열차를 제외하고 교행이 본 역 또는 고베 역에서 실시된다. 한편, 아시오 역도 교행 설비를 가지지만, 광차와 이벤트 열차를 제외하고 보통 열차끼리의 맞교환은 이루어지지 않는다.
국도가 미정비 상태였을 때는 아시오 선의 화물을 이용하고 와타라세 강의 화강석을 운반하고 있었기에 역이 화강암 적재실이었다. 현재의 아시오 방향 승강장에 1개의 터로 보이는 석축이 있다.
하행 승강장 측에는 정자와 산책로 등이 정비되어 있다. 또한, 역사의 기류 방향에는 제3종 건널목이 있고 과선교를 건너지 않아도 하행 승강장과 강 쪽으로 갈 수 있다.

## 역 주변
- 소리 간이 우체국
- 소리 국제 서커스학교
- 구로이시사카 방갈로 천막촌
- 패밀리오트 캠핑장 소리

## 역사
- 1912년 12월 31일: 아시오 철도 역으로 영업 개시, 당시 읽기는 "そおり"이었음.
- 1918년 6월 1일: 국유화되어 국유철도 아시오 선의 역이 됨.
- 1987년 4월 1일: 국철 분할 민영화로 동일본여객철도의 역이 됨.
- 1989년 3월 29일: JR 아시오선의 제3섹터 철도 전환으로 와타라세 철도의 역이 됨과 동시에 읽기를 "そうり"로 변경, 무인화.
- 2009년 9월 25일: 상하행선 승강장과 대기소에 대한 문화 심의회가 와타라세 계곡 철도선 내의 다른 시설과 아울러 국가 등록 유형 문화재 지정을 문부과학대신에 답신.

## 인접역
| ■ 와타라세 계곡 철도 와타라세 계곡선 | ■ 와타라세 계곡 철도 와타라세 계곡선 | ■ 와타라세 계곡 철도 와타라세 계곡선 |
| ------------------------------------ | ------------------------------------ | ------------------------------------ |
| WK12 고도 기류 방면                  |                                      | 하라무코 WK14 마토 방면              |